# Decio (nome)
Decio  è un nome proprio di persona italiano maschile.

## Varianti
- Maschili: Desio
- Femminili: Decia[2][3]

### Varianti in altre lingue
- Basco: Dezio
- Bulgaro: Деций (Decij)
- Catalano: Deci[4]
- Croato: Decije
- Francese: Dèce
- Latino: Decius[1]
- Polacco: Decjusz
- Portoghese: Décio
- Russo: Деций (Decij)
- Serbo: Деције (Decije)
- Spagnolo: Decio[4]
- Ucraino: Децій (Decij)

## Origine e diffusione
Deriva dal gentilizio romano Decius, una contrazione del nome Decimus, con il letterale significato di "decimo", usato generalmente per il decimo figlio nato.
Gode di una buona diffusione in tutta la penisola italiana. Venne ripreso a partire dall'epoca rinascimentale in onore di due consoli romani, padre e figlio, entrambi chiamati Publio Decio Mure, il primo caduto eroicamente nella battaglia del Sentino, il secondo in quella di Ascoli Satriano. Il nome è stato portato anche da un santo, di scarsa importanza per la diffusione del nome, e da un imperatore romano, Decio, autore di feroci repressioni contro i cristiani.

## Onomastico
L'onomastico si festeggia il 30 marzo in memoria di san Decio, martire in Egitto.

## Persone
- Decio, imperatore romano
- Decio, esarca di Ravenna

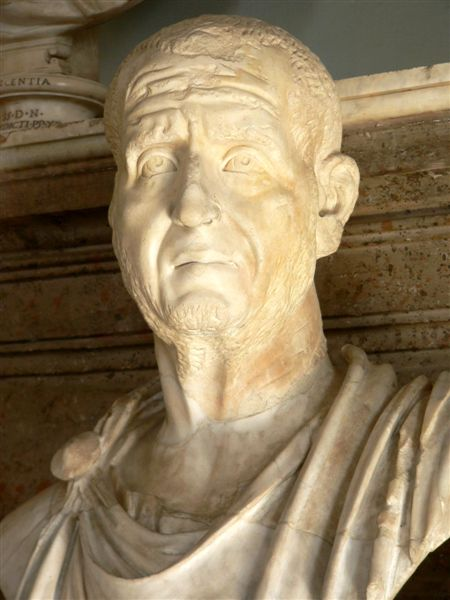
Decio

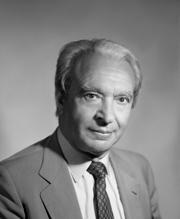
Decio Scardaccione

- Decio Mario Venanzio Basilio, politico romano
- Decio Paolino, ultimo console di Roma
- Publio Decio Mure, console nel 340 a.C.
- Publio Decio Mure, figlio del precedente, più volte console, morto nel 295 a.C. nella Battaglia di Sentino
- Publio Decio Mure, figlio del precedente, morto nel 279 a.C. nella Battaglia di Ascoli (279 a.C.)
- Decio Azzolino juniore, cardinale italiano
- Decio Azzolino seniore, cardinale e vescovo cattolico italiano
- Decio Bacchi, politico e sindacalista italiano
- Decio Canzio, fumettista italiano
- Decio Carafa, cardinale e arcivescovo cattolico italiano
- Decio Cinti, scrittore e traduttore italiano
- Decio Filipponi, partigiano italiano
- Decio Fittaioli, sceneggiatore e soggettista italiano
- Decio Frascadore, pittore italiano
- Decio Lucio Grandoni, vescovo cattolico italiano
- Decio Lancellotto, giurista italiano
- Decio Raggi, militare italiano
- Decio Scardaccione, economista, politico, agronomo e professore universitario italiano
- Decio Scuri, allenatore di pallacanestro e dirigente sportivo italiano